# Борнхолт
Борнхолт (њем. Bornholt) општина је у њемачкој савезној држави Шлезвиг-Холштајн. Једно је од 165 општинских средишта округа Рендсбург. Према процјени из 2010. у општини је живјело 185 становника. Посједује регионалну шифру (AGS) 1058025.

## Географски и демографски подаци
Борнхолт се налази у савезној држави Шлезвиг-Холштајн у округу Рендсбург. Општина се налази на надморској висини од 21 метра. Површина општине износи 10,9 km². У самом мјесту је, према процјени из 2010. године, живјело 185 становника. Просјечна густина становништва износи 17 становника/km².